# Akuseki-jima

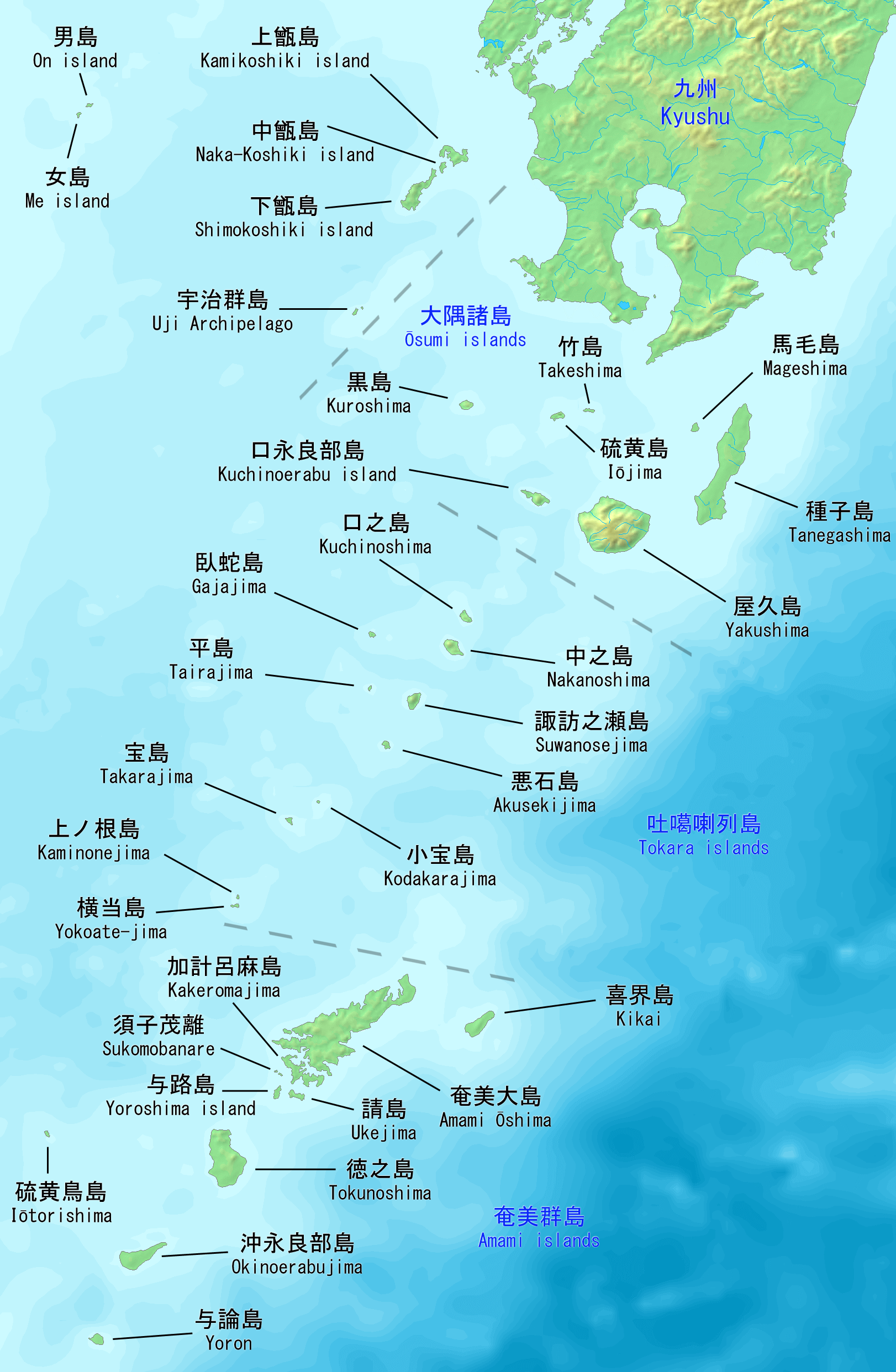
Lägeskarta, Tokaraöarna och Akuseki-jima i mitten

Akuseki-jima (japanska  (悪石島?) Akuseki-jima, "Akusekiön") är en ö bland Tokaraöarna i nordvästra Stilla havet och tillhör Japan.

## Geografi
Akuseki-jima ligger cirka 38 kilometer sydväst om huvudön Nakano-shima och ligger mitt i ögruppen.  
Ön är av vulkaniskt ursprung och har en areal om ca 7,49 km² med en längd på ca 3,2 km, ca 2,5 km bred och en omkrets på ca 12, 64 km. Klimatet är subtropiskt. Den högsta höjden är vulkanen Mi-take på cirka 584 m ö.h..
Befolkningen uppgår till ca 70 invånare. Förvaltningsmässigt tillhör ön Toshima-mura (2) som är en del i Kagoshima prefekturen.
Ön kan bara nås med fartyg då den saknar flygplats, det finns regelbundna färjeförbindelse med staden Kagoshima på fastlandet. Restiden är ca 10 timmar.

## Historia
Det är osäkert när Tokaraöarna upptäcktes, de första dokumenterade omnämnandena finns i boken Nihonshoki från 720-talet.
Öarna utgjorde fram till 1624 en del i det oberoende kungadöme, Kungariket Ryukyu.
1609 invaderades Ryūkyūriket av den japanska Satsumaklanen under den dåvarande Daimyo som då kontrollerade större delen av södra Japan. Öarna införlivades i Satsumariket kring 1624.
1879 under Meijirestaurationen införlivades sedan Satsumariket i Japan, och öarna blev först del i länet Ōsumi no Kuni (Ōsumi provinsen) och senare del i Kagoshima prefekturen.
Under Andra världskriget ockuperades området våren 1945 av USA som förvaltade öarna fram till 1953 då de återlämnades till Japan.
Den 22 augusti 1944 sänktes det japanska lastfartyget "Tsushima-Maru" av den amerikanska ubåten "USS Bowfin" strax utanför Akuseki-jima nordvästra kust. Tsushima-maru hade ca 1.500 passagerare, varav ca 800 barn, ombord vilka skulle evakueras från Okinawa till Kagoshima. Endast ett 60-tal barn kunde räddas. Det hålls årliga minnesceremonier på ön och det finns även ett minnesmuseum.
Den 12 december 1997 hittade ett forskningsteam från "JAMSTEC" (Japan Marine Science and Technology Center) vraket efter Tsushima-maru ca 10 km nordväst om ön.